# Caratinga
Caratinga est une ville de l'État brésilien du Minas Gerais. 
Sa population au recensement de 2010 était de 85 239 habitants, et était en 2015 de 90 782 habitants suivant l'estimation annuelle de l'Institut Brésilien de Géographie et Statistique. Sa superficie est de 1 258,78 km², dont 9,25 km² sont situés en zone urbaine et 1 249,53 km² sont situés en zone rurale. La température moyenne annuelle y est de 21,2 °C et la végétation prédominante est constituée par la Mata Atlântica.
Les premiers colons européens sont venus dans la région aujourd'hui occupée par la commune en 1576, mais ce n'est qu'à partir de 1840 que les terres commencèrent à y être cultivées à grande échelle, Caratinga se développant rapidement pour finalement se séparer de la commune de Manhuaçu. La commune a été créée en 1890, ayant comme principale activité économique la culture du café. Elle est considérée comme un des principaux pôles de ce secteur agricole.